# 鈴木武 (実業家)
鈴木 武（すずき たけし、1947年11月18日 - ）は日本の実業家。トヨタファイナンシャルサービス代表取締役社長や、あいおいニッセイ同和損害保険代表取締役会長、三井住友トラスト・ホールディングス取締役、国立大学法人東海国立大学機構理事等を歴任する。

## 人物・経歴
愛知県碧南市出身。碧南市立新川小学校、碧南市立新川中学校、愛知県立刈谷高等学校を経て、1970年名古屋大学経済学部卒業、トヨタ自動車販売（現トヨタ自動車）入社。齊藤隆夫 (会計学者) ゼミ出身。経理出身の奥田碩代表取締役社長の知遇を得て経理部門を統括し、2000年取締役に昇格。2003年常務役員。2004年専務取締役経理・財務本部長。2005年専務取締役情報システム本部長。2006年専務取締役経理本部長。同年専務取締役事業開発本部長。
2008年からトヨタファイナンシャルサービス代表取締役社長兼トヨタファイナンス取締役を務め、2009年には東海東京フィナンシャル・ホールディングスの石田建昭代表取締役社長との間で証券業務統合を合意し、2010年に東海東京証券とトヨタファイナンシャルサービス証券の合併を行った。同年東海東京フィナンシャル・ホールディングス取締役。2011年あいおいニッセイ同和損害保険代表取締役会長。2012年キタン会会長。
2013年アイチコーポレーション取締役。2015年あいおいニッセイ同和損害保険特別顧問。同年コーポレートガバナンス強化のため社外役員の比率を増やすなどした三井住友トラスト・ホールディングスの取締役に就任。2018年アイチコーポレーション取締役（監査等委員）。2020年国立大学法人東海国立大学機構理事（機構経営担当） 。この間、トヨタ財団監事、立松財団評議員、財務省円の国際化推進研究会メンバーなども務めた。